# 斯科特·雷傑爾
斯科特·雷傑爾（Scott Rigell；1960年5月28日—） 是美國的一位政治人物。自2011年開始，他是維吉尼亞州第2選舉區選出的美國眾議院議員。他的黨籍是共和黨。雷傑爾已經結婚並育有四個孩子。